# 2017년 미국의 주말 흥행 1위 영화 목록
다음은 2017년 미국에서 주말 흥행 1위를 달성한 영화의 목록이다.
| #  | 날짜            | 영화                                     | 수입         | 비고 |
| -- | --------------- | ---------------------------------------- | ------------ | --- |
| 1  | 2017년 1월 8일  | 《히든 피겨스》                          | $22,800,057  | 2주간의 제한 개봉을 거친 《히든 피겨스》가 1위를 차지하였다. 초기 추정치는 《로그 원: 스타워즈 스토리》가 《히든 피겨스》를 앞섰다. |
| 2  | 2017년 1월 15일 | 《히든 피겨스》                          | $20,853,947  | 마틴 루터 킹 주니어 탄생일 연휴로 월요일까지 4일 동안의 박스 오피스가 집계되었으며, 해당 수입은 월요일 수익을 제외한 3일간의 성적이다. 《로그 원: 스타워즈 스토리》가 북미 누적 5억 달러를 돌파하였다. 주말 3일간 수익이 1천만 달러가 넘는 영화가 7편인데, 이는 2016년 7월 이후 6개월 만이다. |
| 3  | 2017년 1월 22일 | 《23 아이덴티티》                        | $40,010,975  | |
| 4  | 2017년 1월 29일 | 《23 아이덴티티》                        | $25,655,440  | |
| 5  | 2017년 2월 5일  | 《23 아이덴티티》                        | $14,424,195  | 《23 아이덴티티》가 2017년 처음으로 3주 연속 1위를 차지한 첫 영화가 되었다. |
| 6  | 2017년 2월 12일 | 《레고 배트맨 무비》                     | $53,003,468  | 금요일 성적은 《50가지 그림자: 심연》이 《레고 배트맨 무비》를 앞섰으나, 토요일과 일요일에 성적이 오르면서 1위가 되었다. |
| 7  | 2017년 2월 19일 | 《레고 배트맨 무비》                     | $32,655,114  | 미국의 프레지던트 데이 연휴로 4일 동안의 집계가 이루어졌다. 자료는 3일 동안의 집계치. |
| 8  | 2017년 2월 26일 | 《겟 아웃》                              | $33,377,060  | |
| 9  | 2017년 3월 5일  | 《로건》                                 | $88,411,916  | 《로건》이 《300》을 제치고 역대 3월 개봉 R등급 영화 중 첫 주 최고 수입 기록을 세웠다. |
| 10 | 2017년 3월 12일 | 《콩: 스컬 아일랜드》                    | $61,025,472  | |
| 11 | 2017년 3월 19일 | 《미녀와 야수》                          | $174,750,616 | 2017년 개봉한 영화 중 개봉 첫 주 최고 수입을 올린 영화이다. |
| 12 | 2017년 3월 26일 | 《미녀와 야수》                          | $90,426,717  | |
| 13 | 2017년 4월 2일  | 《보스 베이비》                          | $50,198,902  | |
| 14 | 2017년 4월 9일  | 《보스 베이비》                          | $26,363,488  | |
| 15 | 2017년 4월 16일 | 《분노의 질주: 더 익스트림》             | $98,786,705  | 《분노의 질주: 더 익스트림》이 《스타워즈: 깨어난 포스》를 제치고 역대 월드와이드 개봉 첫 주 최고 수입 기록을 세웠다. |
| 16 | 2017년 4월 23일 | 《분노의 질주: 더 익스트림》             | $38,682,095  | |
| 17 | 2017년 4월 30일 | 《분노의 질주: 더 익스트림》             | $19,936,540  | |
| 18 | 2017년 5월 7일  | 《가디언즈 오브 갤럭시 VOL. 2》          | $146,510,104 | |
| 19 | 2017년 5월 14일 | 《가디언즈 오브 갤럭시 VOL. 2》          | $65,263,492  | |
| 20 | 2017년 5월 21일 | 《에이리언: 커버넌트》                   | $36,160,621  | |
| 21 | 2017년 5월 28일 | 《캐리비안의 해적: 죽은 자는 말이 없다》 | $62,983,253  | |
| 22 | 2017년 6월 4일  | 《원더우먼》                             | $103,251,471 | 《원더우먼》이 《그레이의 50가지 그림자》 (8,510만 달러)를 제치고 역대 여성 감독 영화 중 개봉 첫 주 최고 수입 기록을 세웠다. |
| 23 | 2017년 6월 11일 | 《원더우먼》                             | $58,520,672  | |
| 24 | 2017년 6월 18일 | 《카 3: 새로운 도전》                    | $53,688,680  | |
| 25 | 2017년 6월 25일 | 《트랜스포머: 최후의 기사》              | $44,680,073  | |
| 26 | 2017년 7월 2일  | 《슈퍼배드 3》                           | $72,414,390  | |

## 흥행 순위
| 순위 | 영화                            | 배급사        | 자국 수입    |
| ---- | ------------------------------- | ------------- | ------------ |
| 1.   | 《미녀와 야수》                 | 디즈니        | $502,490,446 |
| 2.   | 《가디언즈 오브 갤럭시 VOL. 2》 | 디즈니        | $360,119,172 |
| 3.   | 《로건》                        | 20세기 폭스   | $226,209,526 |
| 4.   | 《분노의 질주: 더 익스트림》    | 유니버설      | $224,064,865 |
| 5.   | 《레고 배트맨 무비》            | 워너 브라더스 | $175,750,384 |
| 6.   | 《겟 아웃》                     | 유니버설      | $175,484,140 |
| 7.   | 《보스 베이비》                 | 20세기 폭스   | $171,311,526 |
| 8.   | 《콩: 스컬 아일랜드》           | 워너 브라더스 | $167,836,305 |
| 9.   | 《원더우먼》                    | 워너 브라더스 | $147,822,503 |
| 10.  | 《23 아이덴티티》               | 유니버설      | $138,141,585 |